# Veggli
Veggli este o localitate din comuna Rollag, provincia Buskerud, Norvegia, cu o suprafață de 0,52 km² și o populație de 259 locuitori (2013).